# Ignacy Święcicki
Ignacy Święcicki (ur. 28 sierpnia 1911 w Zakałużu na dzisiejszej Białorusi, zm. 20 lutego 2008 w Yorku) – porucznik pilot Polskich Sił Powietrznych w Wielkiej Brytanii, weteran II wojny światowej, pamiętnikarz, inżynier.

## Życiorys
Był synem Bolesława i Konstancji, urodził się w Zakałużu w powiecie borysowskim. Uczęszczał do Gimnazjum im. Króla Zygmunta Augusta w Wilnie, w którym zaprzyjaźnił się z przyszłym poetą Czesławem Miłoszem. Absolwent Wydziału Mechanicznego Politechniki Warszawskiej.
W czasie II wojny światowej był pilotem 318 dywizjonu myśliwsko-rozpoznawczego Gdańskiego. W RAF posiadał numer służbowy P-2185. W uznaniu zasług wojennych odznaczony trzykrotnie Krzyżem Walecznych. Po zakończeniu działań wojennych pozostał na emigracji w USA, gdzie pracował jako projektant turbin elektrowni wodnych. Od 1949 mieszkał w Yorku.
Autor książki wspomnieniowej Listy znad Susquehanny (Wyd. Kawdruk, Warszawa, 2006 r., ISBN 83-916735-4-5).
Ożenił się z Anną (Hanką) Giebułtowską. Jego braćmi byli Józef Święcicki i Andrzej Święcicki.